# Gwinea Bissau na Letnich Igrzyskach Paraolimpijskich 2012
Gwinea Bissau na Letnich Igrzyskach Paraolimpijskich 2012 w Londynie reprezentowało 2 zawodników w 1 konkurencji. 
Dla reprezentacji Gwinei Bissau był to pierwszy start w igrzyskach paraolimpijskich. Dotychczas żaden zawodnik nie zdobył paraolimpijskiego medalu.

## Kadra

### Lekkoatletyka
Mężczyźni
| Zawodnik            | Konkurencja | Kwalifikacje | Kwalifikacje | Finał                  | Finał                  |
| Zawodnik            | Konkurencja | Wynik        | Pozycja      | Wynik                  | Pozycja                |
| ------------------- | ----------- | ------------ | ------------ | ---------------------- | ---------------------- |
| Cesar Lopes Cardoso | 400m T46    | 55.08        | 7            | Nie zakwalifikował się | Nie zakwalifikował się |

Kobiety
| Zawodnik       | Konkurencja | Kwalifikacje | Kwalifikacje | Finał                   | Finał                   |
| Zawodnik       | Konkurencja | Wynik        | Pozycja      | Wynik                   | Pozycja                 |
| -------------- | ----------- | ------------ | ------------ | ----------------------- | ----------------------- |
| Ussumane Cande | 100m T46    | 14.87        | 6            | Nie zakwalifikowała się | Nie zakwalifikowała się |
| Ussumane Cande | 400m T46    | —            | —            | Nie wystartowała        | Nie wystartowała        |